# Antonín Pich
Antonín Pich (ur. 25 lutego 1795 w Hořičkach, zm. 23 marca 1865 tamże) – czeski znachor i zielarz. Znany specjalista od złamań kości, który wyleczył wielu pacjentów z Czech, Austrii, Śląska oraz Saksonii. Wprowadził również szereg nowych, bardzo skutecznych, maści leczniczych. Ich przepisy oraz skład chemiczny jednak nie zachowały się do naszych czasów.

## Życiorys
Antonín Pich urodził się 25 lutego 1795 w rodzinie znachorskiej w miejscowości Hořičky. Pierwszym znachorem w rodzinie był Jakub Pich, który został przeszkolony przez miejscowego znachora w Čáslavkach i już w 1718 r. leczył złamania oraz urazy rąk i stóp. Jego śladami szli syn Václav (zmarł 23 grudnia 1811) i wnuk Martin (zmarł w 1806 r.). Cała trójka, za zasługi  została wynagrodzona tym, że rodzina Pichów w 1807 r. została zwolniona z obowiązku przechowywania wojska na posiadłości rodzinnej.

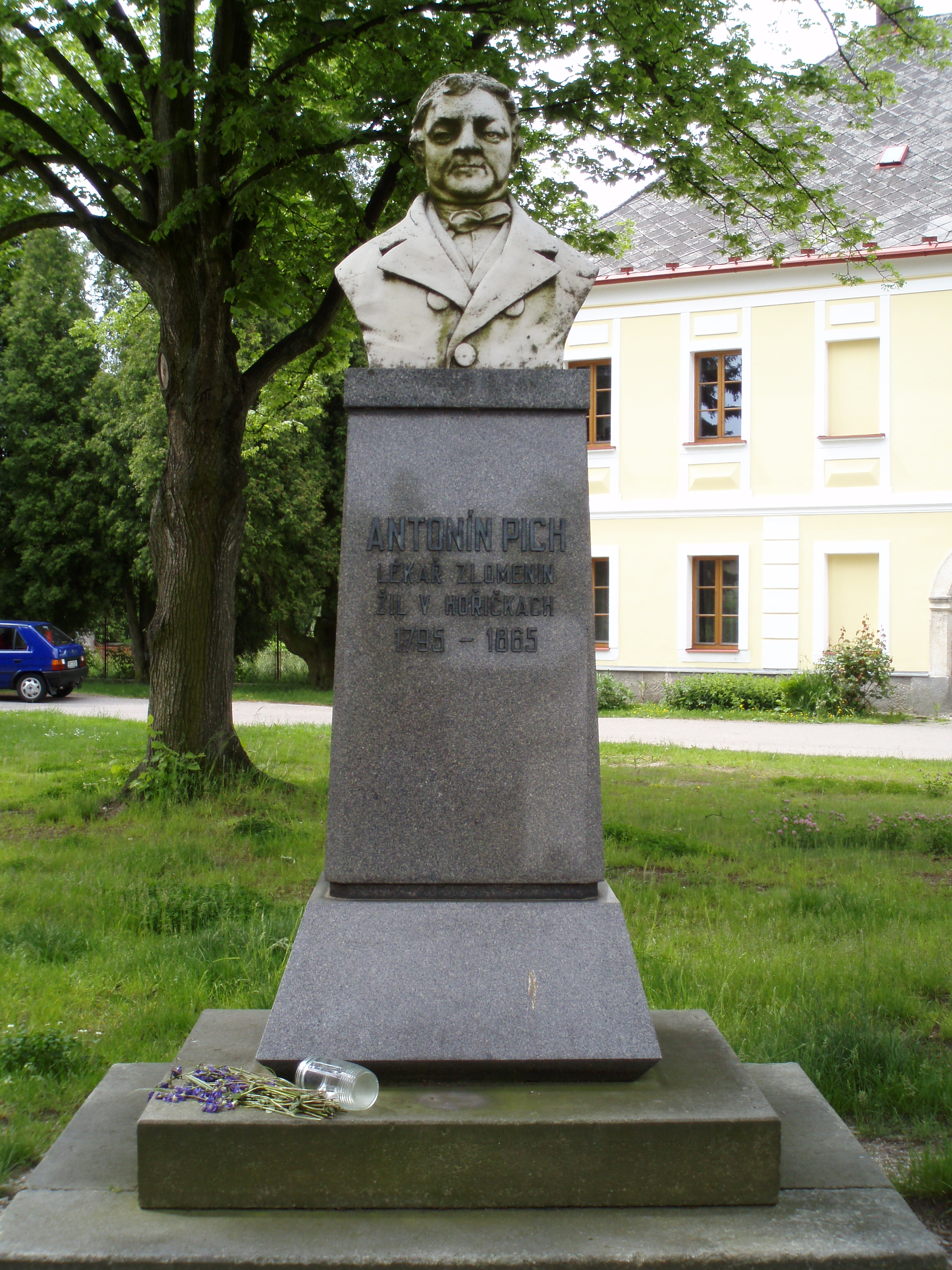
Pomnik Antonína Picha

Najbardziej wyróżnił się jednak dopiero Antonín Pich, syn Martina Picha. Wykształcił się w chirurgii pod kierunkiem chirurga wiejskiego, szczególnie w dziedzinie osteologii. W 1812 r. otrzymał licencję na leczenie złamań i ran. Wkrótce rozpoczął praktykę leczniczą.
28 kwietnia 1825 r. przez Gremium Uzdrowicieli zostało mu przyznane zaświadczenie w Hradcu Králové. Wkrótce stał się bardzo znanym uzdrowicielem, nie tylko w Austro-Węgrzech, ale także za granicą (Francja, Niemcy). Znany jest przypadek paryskiej bankierki Heleny Porges, która została poddana siedmioletniemu nieudanemu leczeniu przez 22 najwybitniejszych lekarzy w Paryżu, Wiedniu oraz Berlinie i dopiero w Hořičkach została uzdrowiona. Do jego pacjentów należał też czeski pisarz i dramaturg Václav Kliment Klicpera (1855).
Antonín Pich, który podczas swej ponad 52-letniej praktyki uzdrowił więcej niż dwadzieścia tysięcy chorych, został uhonorowany 8 maja 1853 r. Złotym Krzyżem Zasługi, przez samego cesarza Austrii Franciszka Józefa I. Zmarł 23 marca 1865 w swoim rodzinnym mieście. Zgromadził fortunę wartą tysiące złotych, ale nie pozostawił syna. Jego praktykę leczniczą miał objąć wnuk Bohumil Rada, jednak nie ukończył studiów, i tak ośrodek zdrowia Pichów w końcu przejął Kašpar Rosa (1884). Leczeniem zajmowała się również wdowa Barbora Pichová i po oficjalnym zakazie prowadziła interes pod nadzorem A. Kordiny z Czeskiej Skalicy, a następnie Kašpara Rosy.